# Pig Destroyer
Pig Destroyer – amerykańska grupa muzyczna wykonująca grindcore. Powstała w 1997 roku w Richmond w stanie Wirginia z inicjatywy Scotta Hulla znanego z występów w formacji Agoraphobic Nosebleed.

## Dyskografia
| Albumy - Explosions In Ward 6 (1998) - Prowler In The Yard (2001) - Terrifyer (2004) - Phantom Limb (2007) - Book Burner (2012) - Head Cage (2018) Minialbumy - Picture Disc 7" (2000) - Natasha (2008) Dema - Demo (1997) | Splity - Orchid / Pig Destroyer (1997) - Pig Destroyer / Gnob (1999) - Isis / Pig Destroyer (2000) - Benümb / Pig Destroyer (2002) - Pig Destroyer / Coldworker / Antigama (2007) Kompilacje - 38 Counts of Battery (2000) - Painter of Dead Girls (2004) |